# Catapariprosopa trispina
Catapariprosopa trispina là một loài ruồi trong họ Tachinidae.